# Reutlingen (stad)
Reutlingen is een stad in de Duitse deelstaat Baden-Württemberg. Het is de Kreisstadt van de Landkreis Reutlingen. De stad telt 116.031 inwoners.

## Geschiedenis

### Vroege periode
De eerste nederzettingen in het gebied zijn gedateerd in de 4e of 5e eeuw. Enige tijd rond 1030 is graaf Egino begonnen om een kasteel te bouwen op de top van de Achalm, een van de hogere bergen in het district Reutlingen (ongeveer 706 m). Een van de torens van dit kasteel werd herbouwd in de 19e eeuw en is opengesteld voor bezoekers. De naam Reutlingen werd voor het eerst vermeld in een verslag van de zogenaamde Verdrag van Bempflingen (in het Duits: Bempflingen Vertrag) waarvan het is gedateerd uit 1089 of 1090.

### Rijksstad
Reutlingen krijgt zijn eerste marktrechten in 1182 van keizer Frederik I en uitgebreidere stadsrechten in 1209 van keizer Otto IV. De stad ontwikkelt zich tot een vrije rijksstad. In 1526 wordt de Reformatie ingevoerd.

### Keurvorstendom Württemberg
Ten tijde van het Heilig Roomse Rijk werd de stad opgenomen in het vorstendom Württemberg, dat door Oostenrijk werd afgestaan aan de Duitsers.

### Grote brand
Een van de ergste rampen in de geschiedenis van Reutlingen gebeurde in 1726, toen een grote brand historische delen van de stad had verwoest. Het betrof zo'n 80% van alle woningen en bijna alle belangrijke gebouwen.

## Geografie
Reutlingen heeft een oppervlakte van 87,06 km² en ligt in het zuidwesten van Duitsland, vlak bij de Schwäbische Alb.

### Stadsdelen
- Altenburg
- Betzingen
- Bronnweiler
- Degerschlacht
- Gönningen
- Mittelstadt
- Oferdingen
- Ohmenhausen
- Reicheneck
- Rommelsbach
- Sickenhausen
- Sondelfingen

## Partnersteden
- Aarau, Zwitserland

## Geboren
- Sébastien Gryphe (1493-1556), Duits-Frans drukker in Lyon
- Ernst Messerschmid (1945), ruimtevaarder
- Christophe Malavoy (1952), Frans acteur
- Dietlinde Turban (1957), actrice
- Stephan Vuckovic (1972), triatleet
- Sven Budja (1984), zanger, lid van The Baseballs
- Julia Schäfle (1988), actrice

## Galerij

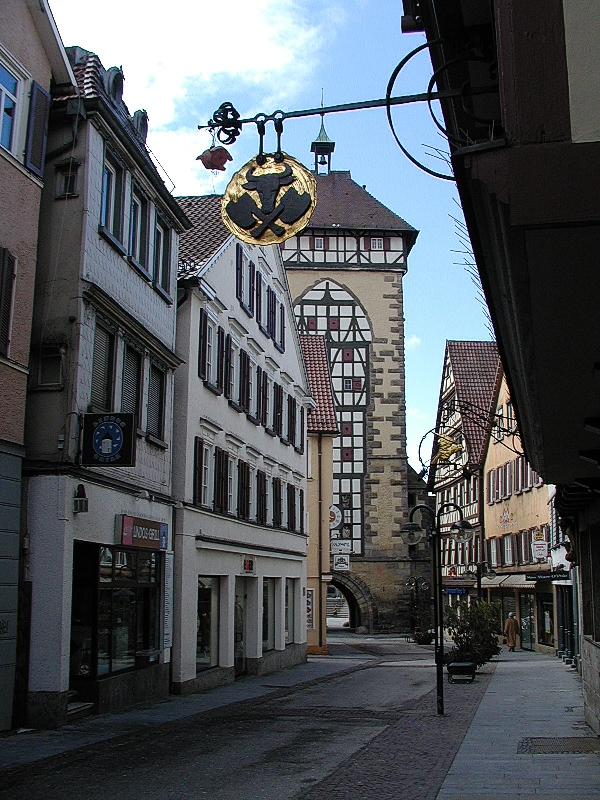
Katharinenstraße met de Tübinger Tor in Reutlingen
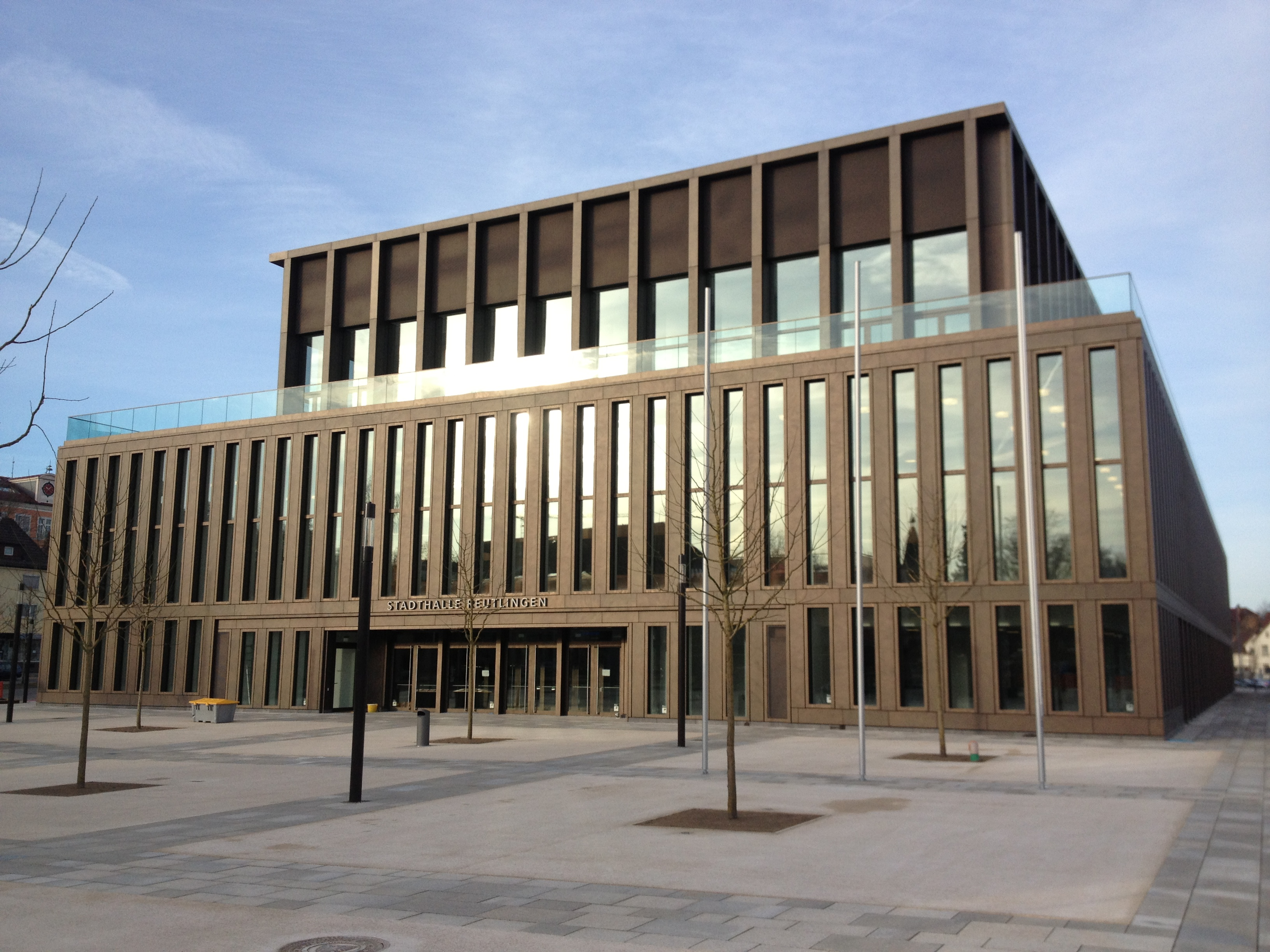
Stadthalle van Reutlingen
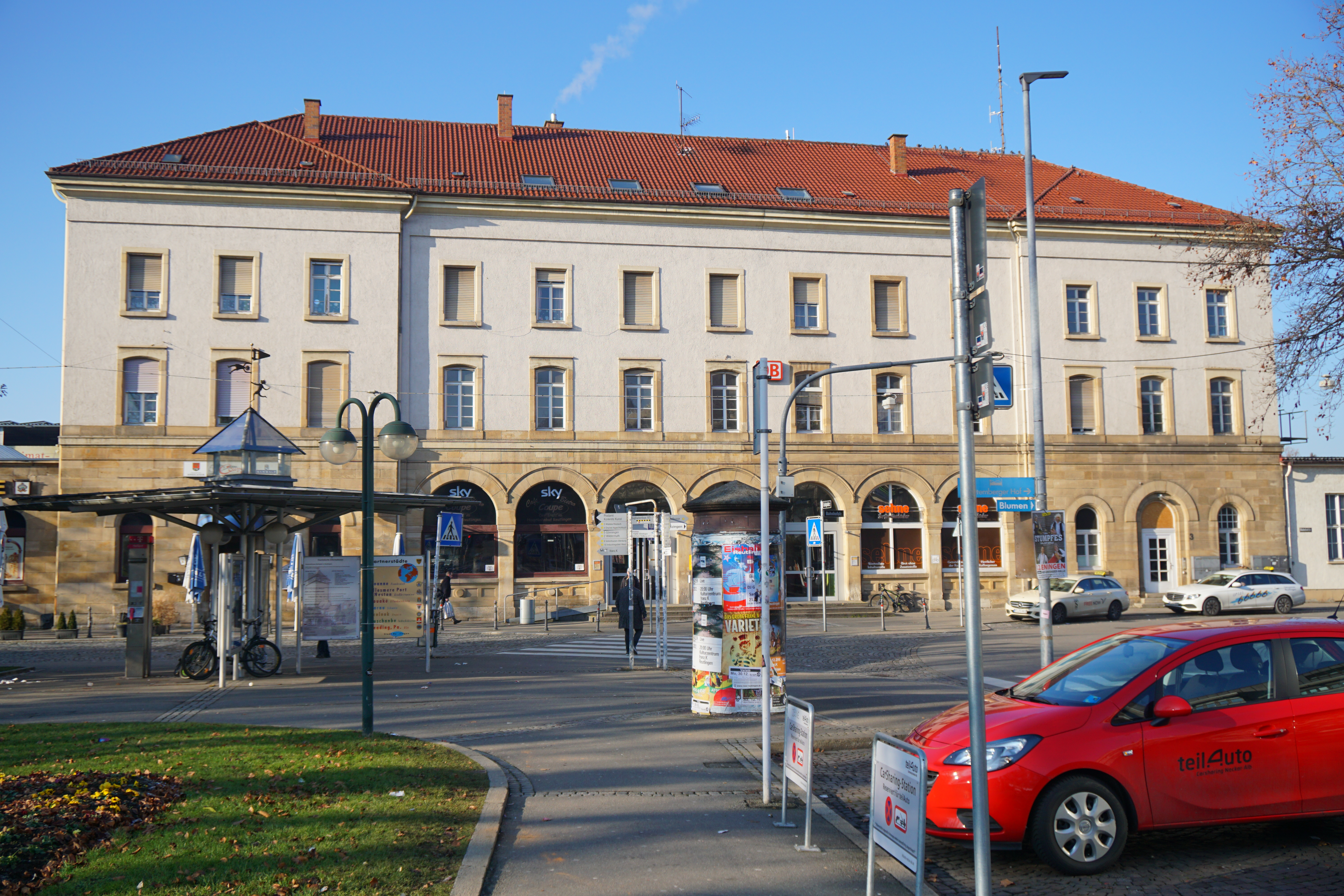
Hauptbahnhof Reutlingen
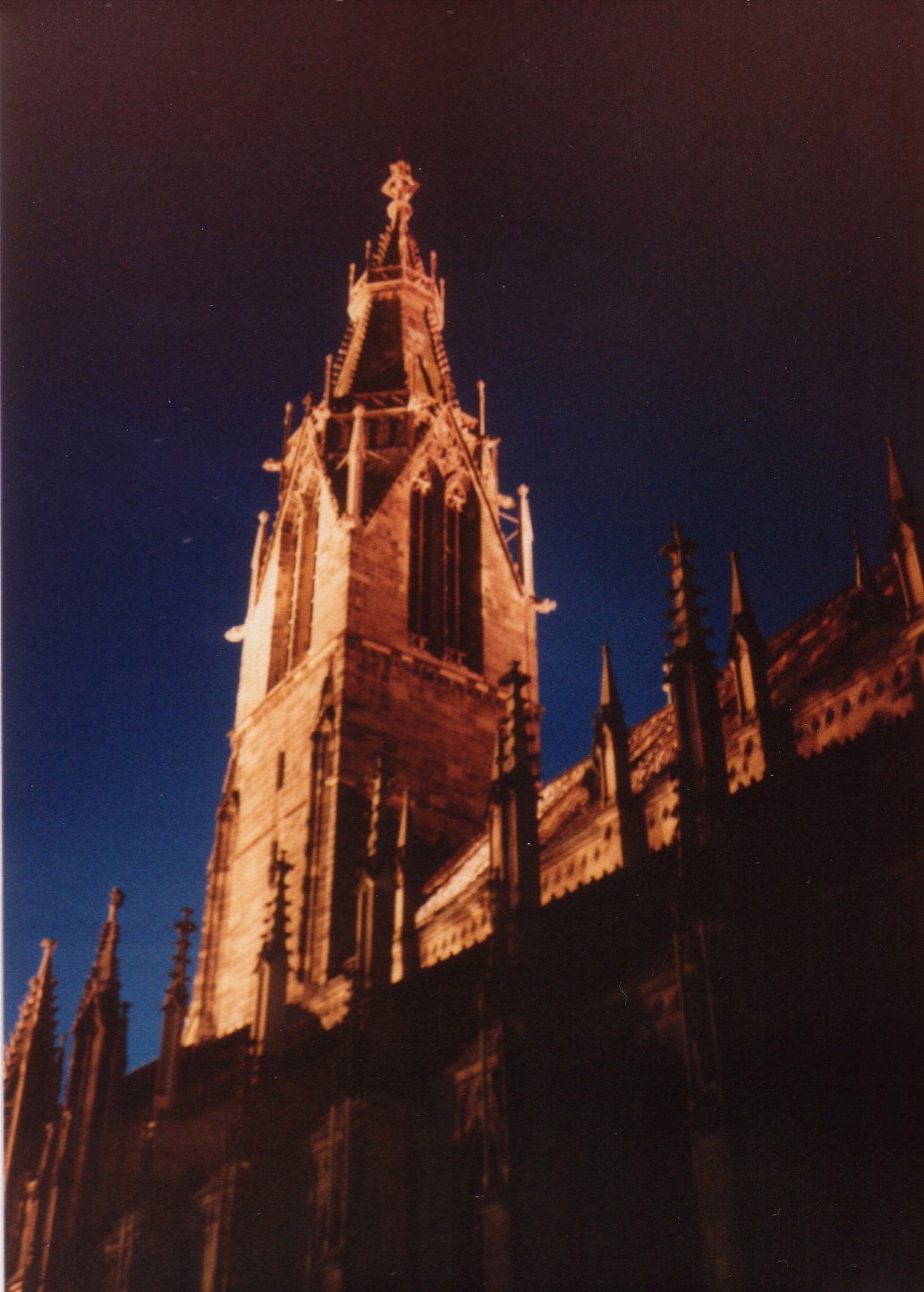
Marienkirche van Reutlingen